# Meester van Koudewater

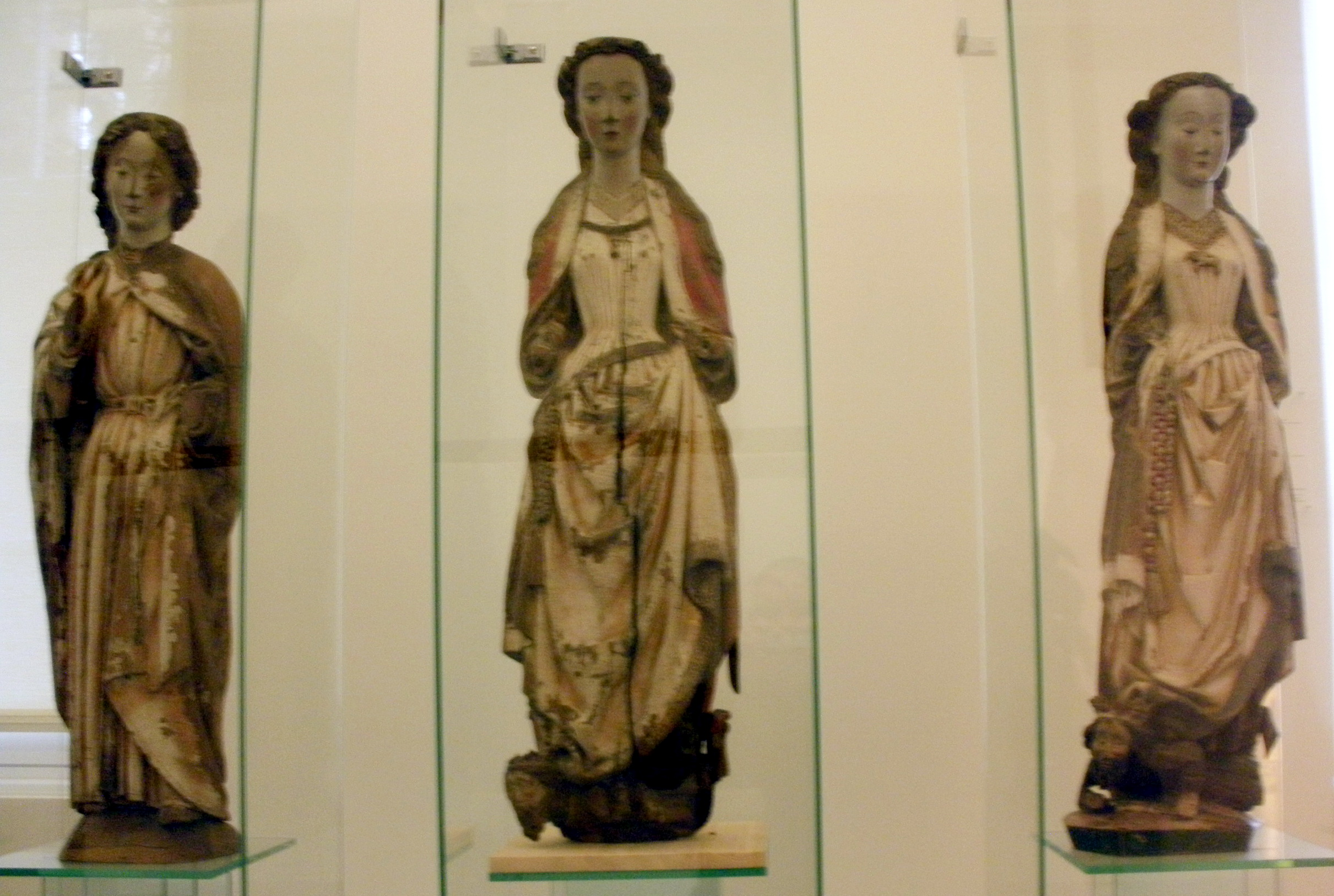
Drie heiligenbeelden van de Meester van Koudewater (Museum voor Religieuze Kunst, Uden)

De Meester van Koudewater is de noodnaam voor een anonieme beeldsnijder uit de 2e helft van de 15e eeuw. Hij werd zo genoemd omdat de beelden van zijn hand afkomstig zijn uit het Birgittinessenklooster Coudewater te Rosmalen. De naam is in 1958 geopperd door de kunstonderzoeker Jaap Leeuwenberg.
Toen de zusters in 1713 het klooster Maria Refugie te Uden betrokken, namen zij hun kunstschatten mee. In 1876 werd een deel daarvan gekocht door Victor de Stuers met het doel ze in een historisch museum te plaatsen, en in 1883 kwamen deze terecht in het Rijksmuseum Amsterdam. Andere beelden zijn eigendom van de zusters gebleven en bevinden zich nu in het Museum voor Religieuze Kunst te Uden. Van de Meester van Koudewater is een groep van vier notenhouten heiligenbeelden afkomstig die gepolychromeerd zijn geweest en zich in het Rijksmuseum bevinden.
- Een daarvan stelt de heilige Barbara voor, die haar vader, Dioscurus, onder haar voeten in bedwang houdt.
- Een kleiner beeldje stelt de heilige Dorothea voor, die als attributen een boek en een hengselmandje in haar handen houdt.
- Voorts is er een heilige Catharina
- Een beeld van de heilige Johannes

Al deze beelden stammen uit 1470.
Uit de jaren tussen 1470 en 1480 stammen nog:
- Opnieuw een heilige Catharina
- Aartsengel Michaël.

In totaal zijn negen beelden van deze meester bekend. Ze zijn sterk gestileerd en stralen sereniteit uit. Daarom noemt men het wel: hoofse beelden. Aan het draperen van de kleding is grote zorg besteed.